# Monomeria longipes
Monomeria longipes är en orkidéart som först beskrevs av Heinrich Gustav Reichenbach, och fick sitt nu gällande namn av Leonid Vladimirovitj Averjanov. Monomeria longipes ingår i släktet Monomeria och familjen orkidéer. Inga underarter finns listade i Catalogue of Life.